# Синташтамак
Синташтама́к (рос. Сынташтамак, башк. Һынташтамаҡ) — село у складі Благоварського району Башкортостану, Росія. Входить до складу Кучербаєвської сільської ради.
Населення — 208 осіб (2010; 207 в 2002).
Національний склад:
- башкири — 78 %